# Racine évidente
L'expression racine évidente est une expression consacrée par l'usage[réf. souhaitée]. Elle désigne une racine d'une équation que l'on peut trouver sans faire appel à une méthode élaborée comme la méthode de Cardan pour les équations du troisième degré ou bien encore la méthode de Ferrari ou la méthode de Descartes pour les équations du quatrième degré. De nos jours, l'usage d'une calculatrice graphique donne la courbe de la fonction, et en montre ainsi les racines. Une vérification s'impose toutefois, car des approximations peuvent apparaitre.

## Racine rationnelle
La recherche de racines rationnelles dans une équation à coefficients entiers est basée sur la propriété suivante, qui se déduit du lemme de Gauss :

Si les entiers a0 et an sont non nuls et si une fraction irréductible p/q est racine du polynôme{\displaystyle \qquad a_{n}X^{n}+a_{n-1}X^{n-1}+\cdots +a_{1}X+a_{0}}alors p est diviseur de a0 et q est diviseur de an.
En conséquence, pour rechercher une éventuelle racine rationnelle d'un polynôme, on établit la liste de tous les diviseurs de a0 et celle de tous les diviseurs de an et l'on essaye de remplacer l'inconnue dans l'équation par un rationnel de la forme p/q de toutes les façons possibles en choisissant p parmi les diviseurs de a0 et q parmi les diviseurs de an jusqu'à ce que l'équation soit vérifiée (une rapide étude de variations permet souvent de limiter ces essais en écartant d'emblée la plupart des « candidats » p/q).
En particulier si le polynôme est unitaire, ses seules éventuelles racines rationnelles sont nécessairement des entiers. 

### Exemple de détection d'une racine rationnelle
L'équation{\displaystyle 3x^{3}+x^{2}+13x-10=0}a une unique solution réelle, strictement comprise entre 0 et 1.
Les diviseurs positifs du coefficient dominant sont 1 et 3. Ceux du coefficient constant sont 1, 2, 5 et 10.
Par conséquent, les seuls rationnels susceptibles d'être des racines sont {\displaystyle {\frac {1}{3}}} et {\displaystyle {\frac {2}{3}}}.
En remplaçant x par chacune de ces deux valeurs, on trouve que {\displaystyle {\frac {2}{3}}} est la solution.

### Exemple de preuve d'irrationalité
Par application de l'identité {\displaystyle \cos(3a)=-3\cos a+4\cos ^{3}a} et de l'égalité {\displaystyle \cos {\frac {\pi }{3}}={\frac {1}{2}}}, les trois réels {\displaystyle \cos {\frac {\pi }{9}}}, {\displaystyle \cos {\frac {5\pi }{9}}} et {\displaystyle \cos {\frac {7\pi }{9}}} (strictement compris entre {\displaystyle -1} et {\displaystyle 1}) sont les solutions de l'équation{\displaystyle 8x^{3}-6x-1=0}.Montrons qu'ils sont irrationnels,. Si une fraction irréductible {\displaystyle {\frac {p}{q}}\in \left]-1,1\right[} était solution, on aurait {\displaystyle p\mid -1} et {\displaystyle q\mid 8} et même {\displaystyle q^{2}\mid 8} (en remarquant que le polynôme de degré 3 n'a pas de terme de degré 2), donc {\displaystyle {\frac {p}{q}}=\pm {\frac {1}{2}}}. Mais {\displaystyle {\frac {1}{2}}=\cos {\frac {\pi }{3}}} et {\displaystyle -{\frac {1}{2}}=\cos {\frac {2\pi }{3}}} sont différents des trois réels solutions. Ces derniers sont donc irrationnels.

## Application à la résolution d'équations
L'avantage de trouver une racine d'une équation de degré n est de pouvoir se ramener à la résolution d'une équation de degré n – 1. 
En effet, si un polynôme P de degré n a une racine α, il peut se factoriser sous la forme P(X) = (X – α)Q(X), où Q est de degré n – 1. La résolution de l'équation (de degré n) P(x) = 0 se ramène alors à celle de l'équation (de degré n – 1) Q(x) = 0.

## Racine de la formeab/c{\displaystyle a{\sqrt {b}}/c}
Une équation est susceptible d'avoir une racine de la forme {\displaystyle a{\sqrt {b}}/c} si l'on constate, soit dans les coefficients de degré pair, soit dans les coefficients de degré impair de l'équation, la présence de {\displaystyle {\sqrt {b}}}.
Si c'est le cas, on pose alors :
{\displaystyle x=z{\sqrt {b}}}
et l'on est alors ramené au cas précédent, c'est-à-dire à chercher, dans une équation d'inconnue z, une racine rationnelle.

### Exemple
Cherchons une racine de l'équation :
{\displaystyle x^{4}-x^{3}{\sqrt {3}}-3x^{2}-3x{\sqrt {3}}-18=0.}
Posons :
{\displaystyle x=z{\sqrt {3}}.}
On obtient :
{\displaystyle 9z^{4}-9z^{3}-9z^{2}-9z-18=0}
qui se simplifie sous la forme :
{\displaystyle z^{4}-z^{3}-z^{2}-z-2=0.}
En procédant comme au premier paragraphe, on trouve comme racine :
{\displaystyle z=2}
et en reportant dans l'expression de x on trouve comme racine de l'équation en x :
{\displaystyle x=2{\sqrt {3}}.}

## Racine de la formeai/b
Une équation est susceptible d'avoir une racine de la forme ai/b si l'on constate, soit dans les coefficients de degré pair, soit dans les coefficients de degré impair de l'équation, la présence de l'unité imaginaire i.
Si c'est le cas, on pose alors :
{\displaystyle x=z{\rm {i}}}
et on est alors ramené au premier cas, c'est-à-dire à chercher, dans une équation d'inconnue z, une racine rationnelle.